# John Pringle
Sir John Pringle (n. 10 aprilie 1707, Roxburghshire⁠(d), Scoția, Regatul Unit – d. 18 ianuarie 1782, Londra, Regatul Marii Britanii) a fost un medic scoțian.
A fost considerat părintele medicinei militare, deși de acest supranume au beneficiat Ambroise Paré și Jonathan Letterman.
A fost medic generalist al forțelor britanice armate (1740-1748).
Lucrarea care l-a făcut celebru în domeniul medicinei militare este: Observations on the Diseases of the Army in Camp and Garrison, apărută în 1752.
În 1766 a obținut titlul de baronet, iar în 1774 devine medicul regelui George al III-lea.
În 1772 a fost numit președinte al Royal Society, funcție pe care a deținut-o până în 1778.